# التحيز الجنساني من الجيل الثاني
التحيز الجنساني من الجيل الثاني، يشير هذا المصطلح إلى الممارسات التي قد تبدو وكأنها محايدة أو غير متحيزة جنسيًا، بمعنى أنها تنطبق على الجميع، لكنها في الواقع تنطوي على تمييز على أساس الجنوسة، لأن هذه الممارسات تعكس القيم الجنسانية للشخص الذي خلق البيئة أو استحدثها، وعادةً ما تتجسد هذه البيئة في مكان عمل. يتعارض هذا المصطلح مع مصطلح التحيز الجنساني من الجيل الأول الذي يعد متعمدًا، وعادةً ما ينطوي على إقصاء تعمدي.
تشتمل أمثلة التحيز الجنساني من الجيل الثاني على التوقع المتمثل بأن يكون القادة معتدين بأنفسهم، وذلك بهدف ألا يُنظر إلى النساء اللواتي يتصرفن بطريقة أكثر تعاونية على أنهن قائدات، في حين تُعتبر النساء المعتدات بأنفسهن عدوانيات أكثر من اللازم. قد يحدث هذا النوع من التحيز أو القولبة النمطية الجنسانية عن غير قصد تمامًا.

## التحيز الجنساني من الجيل الأول والثاني
اعتُبر التحيز من الجيل الأول بمثابة منطلق لمجموعة من الممارسات التي سبق وكانت قانونية. حظرت التغييرات التشريعية التمييز الجنساني بموجب القانون في كل من أماكن العمل والرياضات والكليات مثلًا، بينما يشير التحيز من الجيل الثاني إلى الأشكال الخفية للتحيز المتأصل وغير المقصود، التي تنبثق من الممارسات التنظيمية والهياكل الأبوية، والتي تفسرها حجج الأستاذ في كلية هارفرد للأعمال روبن إيلي من خلال السقف الزجاجي الثابت، أو الفشل في تحقيق تغيّر ملموس فيما يتعلق بالتكافؤ الجنساني في مجالس الإدارة في الشركات ومناصب الإدارة العليا والقوى العاملة العامة. مضى أكثر من نصف قرن على بدء الحركة الاجتماعية الحديثة المنادية بحقوق المرأة، وعلى الرغم من ذلك مازالت العديد من الفجوات الجنسانية العامة قائمة حتى الآن. «قد يتوقع المرء حدوث تقدم جوهري فيما يتعلق بالتنوع الجنساني في الشركات بحلول عام 2015. إلا أن الأرقام لا تكذب، ويبدو أن الحواجز الظاهرة والخفية ماتزال قائمةً».
قد تنكر النساء أو لا تدرك وجود العوائق التي تحول دون حصولها على المكافآت والفرص الاجتماعية التي يمتلكها الرجال والمتمثلة في تبوئهم لمناصب إدارية وقيادية في جميع جوانب الحياة الاجتماعية والسياسية بدءًا من التعليم ومرورًا بالعمل وانتهاءً بالسياسة في أي مجتمع أبوي، ويعود السبب في ذلك إلى الطبيعة الخفية وغير المتعمدة للتحيز الجنساني من الجيل الثاني. قد يسفر هذا الأمر عن نزع الشرعية من المناقشات البناءة المتمحورة حول أوجه التفاوت الجنساني. تتمثل أكبر مساوئ التحيز الجنساني من الجيل الثاني في احتمالية تعرض النساء المبتدئات الناجحات سابقًا إلى تهديد لهويتهن، وذلك حين يرتقين في سلم النجاح ويواجهن ضرورةً إلى إعادة تحديد أدوار هويتهن بأساليب إيجابية وسلبية. تجعل كل هذه المصاعب النضال من أجل تحقيق المساواة الجنسانية أكثر إرهاقًا وتأثيرًا على الحالة النفسية، ليشعر المرء وكأن هذا الحاجز لا وجود له خارج ذهنه.

## التمييز في مكان العمل
يُعد التحيز الجنساني من الجيل الثاني شكلًا من أشكال التمييز ضد المرأة، وذلك لأن الممارسات المرتبطة به تعكس قيم الرجال الذين خلقوا البيئة، أو مكان العمل في معظم الأحيان. يُعتبر التحيز الجنساني أحد أكثر أنواع التحيز بروزًا في مكان العمل، على نقيض التحيز العنصري أو التحيز الشخصي. لا يعترف سوى قلة من الأشخاص الذين يعملون في مكان عمل يسوده التنوع الجنساني بهذا التحيز باعتباره مشكلةً، بينما لا يدرك العديد من الأشخاص الذين يعملون في أماكن أحادية الجنوسة وجود مثل هذا التحيز على الإطلاق. تشتمل بعض أمثلة التحيز الجنساني من الجيل الثاني في أماكن العمل على عدم تعيين النساء في شركة يهيمن عليها الذكور. قد تُخلق ثقافة عمل ما لتبدو وكأنها محايدة وغير متحيزة، لكنها ليست كذلك في واقع الأمر.
تطرح فاي كروسبي الفكرة القائلة إنه لا يولى التحيز الجنساني من الجيل الثاني في مكان العمل أي أهمية، ولا يتحمل الرجال وحدهم هذه المسؤولية بل النساء أيضًا. تعاني العديد من النساء جرّاء تعرضهن للتحيز الجنساني من الجيل الثاني في مكان العمل، لكنهن يغفلن عن ملاحظة وجود مثل هذا التمييز. قد تشعر النساء اللواتي يلحظن وجود التحيز الجنساني من النوع الثاني بالقوة عوضًا عن شعورهن بأنهن مغلوب على أمرهن عند تفكيرهن في الممارسات التمييزية التي اختبرنها في الماضي. ترى هيرمينيا إيبارا أن النساء اللواتي يلحظن مثل هذه الممارسات التمييزية يشعرن بالقدرة على اتخاذ الإجراءات المناسبة لمواجهة آثارها، وذلك من خلال تشجيع أنفسهن على اغتنام الفرص القيادية التي يمتلكن المؤهلات اللازمة للحصول عليها، والبحث عن الرعاة والداعمين، والتفاوض بخصوص ترتيبات عملهن. عادةً ما تكون السمات الذكورية كالقوة والثقة والحزم مثلًا السمات المفضلة في مكان العمل، ولذلك لدورها في جعل الشركة تبدو أكثر اندفاعًا لتحقيق النجاح وثقةً في وصولها إليه. وعلى الرغم من ذلك، يُنظر إلى المرأة التي تمتلك مثل هذه «السمات الذكورية» على أنها متسلطةً وفظةً ومغرورةً. يقول الخبراء إن الرجال قادة بالفطرة بسبب تفضيلاتهم البيولوجية. تُعتبر النساء قائدات قويات أيضًا، لأنهن قادرات على التعاطف مع من هم أدنى منهن مرتبةً، الأمر الذي يؤدي بدوره إلى نشوء علاقات أفضل وفرق أقوى.
تشتمل أمثلة التحيز الجنساني من الجيل الثاني أيضًا على كيفية تعرض الشركات لبعض الصعوبات في بعض الأحيان جراء إبقاء المهندسات النساء في وظائفهن. لا تبقى هذه النساء في مجالهن بسبب ضعف تقديرهن لأنفسهن فيما يتعلق بفشلهن أمام أعين نظرائهن من الذكور. قد تشعر هذه النساء بأنهن تحت تهديد الذكور كونهم أقل عددًا في مكان العمل، الأمر الذي يدفعهن إلى خشية الفشل عندما يكنّ تحت أعين جمهور يهيمن عليه العنصر الذكوري. تشير الدراسات إلى انخفاض احتمالية تدني تقدير النساء لأنفسهن في حال عملهن ضمن مكان عمل مليء بالذكور ولا ينطوي على مثل هذا التمييز ضد النساء القائدات، وتشير أيضًا إلى ارتفاع احتمالية مواصلة النساء في بذل قصارى جهدهن لتحقيق نجاح أكبر في مجالهن. قد يكون هذا السلوك غير واعٍ لدى النساء، لكنه نتيجة للتحيز الجنساني من الجيل الثاني.
تظهر الإحصائيات قلة النساء اللواتي يتقدمن في مستواهن التعليمي مقارنةً بالرجال، وذلك في الوقت الذي زادت فيه وتيرة التحاق النساء بالكليات وحصولهن على درجات علمية أكثر من السابق. توجد زيادة في عدد النساء الحاصلات على درجة الدكتوراه، إلا أن هذه الزيادة غير متوافقة مع عدد النساء اللواتي يعملن كأستاذات ويتبوأن مناصب رفيعة كالمناصب الرئاسية مثلًا. يعتقد العديد من الناس أن هذا التمييز قد انتهى مع حلول منتصف ستينيات القرن العشرين، أي في الفترة التي انتشرت فيها الحملات المطالبة بإنهاء التمييز. كانت ساندرا بيم (1981) السبب وراء شهرة نظرية مخطط النوع، التي تشرح السبب في كون الهوية الجنسية للفرد عاملًا أساسيًا في الثقافة التي نشأ فيها. ما زالت هذه الأفكار معرقلةً لتقدم المرأة في المجتمع. ترى كل من ميرسون وفليتشر (2000) أن التمييز الجنساني لن يزول قط، فهو الآن «متخفٍ» وحسب.
يتجسد الفرق الأساسي بين التحيز الجنساني من الجيل الأول ونظيره من الجيل الثاني في عنصر التعمّد وحسب. يميز المرء ضد الآخر عن قصد في إطار التحيز الجنساني من الجيل الأول، بينما لا يكون التمييز مقصودًا في إطار التحيز الجنساني من الجيل الثاني.

وثّقت مجلة هارفرد بزنس ريفيو مجموعة من التقارير التي قدمتها نساء في أماكن العمل، إذ لمّحن إلى أنهن مقيدات بسبب الممارسات والسياسات التنظيمية:
ليس لشركتي سوى النوايا الصالحة فيما يتعلق بالنساء. ومع ذلك، يبدو وكأنه في كل مرة يتاح فيها منصب قيادي، لا تشمل قائمة المرشحين أي نساء. يزعمون أنهم لا يستطيعون العثور على نساء ذات مهارات وخبرات مناسبة فحسب.
يعود السبب في ذلك إلى كون التحيز الجنساني من الجيل الثاني غير متعمد وغير منطوٍ على آثار ضارة مباشرة، الأمر الذي يحول دون اعتباره مؤذيًا. يسفر هذا التحيز عن الانزعاج من الزملاء والرؤساء الذكور وانقطاع التواصل معهم، وغالبًا ما يخلق بيئةً تشعر فيها النساء بعدم الرضا والارتياح بخصوص وضعهن الاجتماعي وإمكانية حصولهن على أجر أكبر مقارنةً بزملائهن الذكور.

## الحلول الممكنة
يُعتبر إنهاء التحيز الجنساني من الجيل الثاني أمرًا صعبًا، وذلك بسبب عدم ملاحظة الرجال والنساء هذا التمييز على حد سواء، أو لأنهم ينكرون حدوثه مثلًا. لا يُعتبر هذا التحيز مشكلةً رئيسيةً في العديد من أماكن العمل، وذلك نظرًا إلى التغاضي عنه في العديد من الأحيان. قد تشتمل الحلول السهلة لهذه المشكلة على استخدام الأحرف الأولى من اسم الشخص المتقدم بطلب للعمل في مكان ما بدلًا من استخدام الاسم الكامل. لن يقضي هذا الحل على مشكلة التحيز بشكل كامل، لكنه يجبر أصحاب العمل على النظر في السير الذاتية دون الانتباه إلى مسألة الجنسانية. أثبتت بادين وآخرون (2007) ازدياد عدد النساء المعيّنات في المناصب عندما يُنظر إلى عملهن دون معرفة جنسنهن. تشتمل الحلول السهلة لهذه المشكلة أيضًا على اجتماع للموظفين يجري خلاله ذكر قائمة التحيزات بهدف خلق فهم أفضل للتحيزات التي تحدث في مكان العمل. سيسمح مثل هذا الحل للنساء بتقليل تركيزهن على كيفية حكم الآخرين عليهن، والتركيز أكثر على تصرفهن كموظفات وقائدات جيدات.